# 南燕川乡
南燕川乡，是中华人民共和国河北省石家庄市灵寿县下辖的一个乡镇级行政单位。

## 行政区划
南燕川乡下辖以下地区：
南燕川村、北燕川村、官庄村、冯官庄村、司家庄村、鲁柏山村、万寺院村、营里村、白家沟村、西庄村、东庄村、西湖社村、南庄村、洞里村、新湖社村、南岸村和新庄村。